# Jean-Baptiste Dominique Rusca
Jean-Baptiste Dominique Rusca (27 de noviembre de 1759 - 14 de febrero de 1814) nació en el condado de Niza, parte del Reino de Cerdeña. Médico de profesión, defendió la causa de la Revolución Francesa y fue expulsado por las autoridades sardas. En 1793, trató a los franceses enfermos y heridos durante el Sitio de Tolón y fue designado para comandar un batallón de zapadores. Más tarde luchó en el Ejército de Italia y el Ejército de los Pirineos Orientales antes de regresar a Italia. Durante la Campaña de Montenotte en 1796, fue un general al frente de las principales unidades. Fue capturado por los austriacos durante la campaña italiana de 1799. Después de comandar guarniciones durante varios años, dirigió una división en Italia durante la guerra de 1809. Murió en acción en Soissons durante la Guerra de la Sexta Coalición. Rusca es uno de los nombres inscritos bajo el Arco de Triunfo, específicamente está en la columna 25.

## De médico a comandar un batallón
Rusca nació en la Briga, antiguo departamento de los Alpes Marítimos, el 27 de noviembre de 1759. Tuvo una buena educación y ejerció la medicina en el condado de Niza. Cuando estalló la Revolución Francesa, Rusca conoció sus principios y los adoptó, por lo que se puso en contacto con los jacobinos de Niza, lo cual provocó que fuera desterrado del país y se le fueron confiscadas sus propiedades.
Una vez de vuelta en Francia, se retiró al cuartel general del ejército que asediaba Tolón, donde ejerció su profesión de médico en los hospitales militares.
Fue nombrado comandante de batallón de zapadores el 1 de mayo de 1793 y luego ayudante general comandante de batallón el 13 de diciembre de 1793, siguió al ejército de Dumerbion que invadió el estado de Génova y amenazó a Italia. Dirigió el ejército en el condado de Niza, expulsó a los piamonteses del Col de Fouvelus y ayudó a reducir la fortaleza de Saorgio, que el general Masséna atacaba a la cabeza de los granaderos. En la ciudad de Boron, Rusca tiene un encuentro con tres dragones austriacos; con los cuales lucha, mata a uno y se lleva a los otros dos como prisioneros. El departamento de Alpes Marítimos, en reconocimiento a esta acción, le otorgó un sable en el mes de Termidor del año II.

## Al Ejército de Italia
Al no poder producirse la invasión de Italia, Rusca pasó al ejército de los Pirineos Orientales comandado por Pérignony luego por Scherer, fue nombrado ayudante general, jefe de brigada el 25 de Pradial, año III (13 de junio de 1795), y al día siguiente se distinguió en Crospia donde, al mando de una pequeña columna de cazadores, se apoderó de treinta pares de charreteras de oficiales españoles. La paz con España lo devolvió, todavía bajo las órdenes de Scherer, a territorio piamontés.
Su actuar en la batalla de Loano, el 2 de Frimario, año IV (23 y 24 de noviembre de 1795) donde removió con gran coraje varios campamentos atrincherados, hizo que los representantes del pueblo lo nombraran general de brigada en el propio campo de batalla, nombramiento que se confirmó el 3 de Nivoso (24 de diciembre de 1795).
En Dego, el 28 de Germinal (el 14 y 15 de abril de 1796), tomó 100 prisioneros, dos piezas de artillería y capturó las alturas de San Giovani. El 18 de Floreal (7 de mayo de 1796) atacó con éxito el campamento atrincherado de Ceva, y el 21 de Floreal (10 de mayo), en Lodi, fue fundamental para la victoria lanzándose sobre una columna austriaca que amenazaba la posición. El gobierno le escribió dos cartas de felicitación por su conducta en San Giovani y Lodi.
Se le encomendó resguardar Saló, lugar que defendió con vigor, siendo herido de gravedad por dos disparos en el muslo izquierdo el 11 de Termidor (31 de julio).

## Campaña en Nápoles
Fue trasladado al ejército de Roma el 22 de Germinal, año VI (11 de abril de 1798). Tenía varios mandos en Italia y estaba adscrito al ejército de Nápoles bajo las órdenes de Championnet. En el mes de Frimario Año VII (noviembre de 1798), este ejército abandonó los Estados romanos para seguir adelante. Rusca con dos batallones derrotó a una columna de 14.000 napolitanos en Torre-de-Palma, en el Adriático, tomó muchos prisioneros, tomó 32 piezas de Artillería y 40 cajas de municiones de guerra; hizo 300 prisioneros en Monte-Pagano y concurrió a la captura de Nápoles el 23 de enero de 1799. Su buen servicio fue reconocido cuando fue nombrado general de división el 17 de Pluvioso (5 de febrero de 1799).
Cuando Macdonald sucedió a Championnet y se ordenó la retirada, Rusca siguió el movimiento del ejército. Se encontró en la desafortunada Batalla de Trebia el 20 de Pradial (17-19 de junio de 1799)), donde mostró gran valor y donde recibió dos disparos en la pierna izquierda. Abandonado en Plasencia con otros generales heridos, permaneció prisionero de los austriacos durante 20 meses.
Liberado de las cárceles de Austria, el Primer Cónsul le confió el mando de la Isla de Elba el 23 de Frimario del año X (14 de diciembre de 1801), mando en el que el Emperador le hizo sustituir el 8 de Pradial del año XIII (28 de mayo de 1805).

## Regreso a la acción y muerte
Nombrado miembro de la Legión de Honor el 16 de octubre de 1803 y Comandante de la Orden el 14 de junio de 1804, ofreció 600 francos para ayudar a cubrir el costo del armamento preparado contra Inglaterra.
Regresó a la actividad el 28 de marzo de 1809 en el Ejército de Italia, comandó una división en el Tirol. Fue enviado a Carniola contra el marqués de Chasteler, a quien encuentra cerca de Villach, hizo 900 prisioneros y los obligó a retirarse apresuradamente. Después de la paz de Viena el 14 de octubre de 1809, el Emperador lo nombró barón del Imperio el 13 de marzo de 1811.
Permaneció en espera hasta el 20 de enero de 1814, cuando fue designado para comandar la 2ᵃ División de Reserva de París. Fue nombrado comandante en jefe del campamento de Soissons el 12 de febrero. Rusca fue golpeado fatalmente el 14 de febrero en las murallas de esta ciudad. El día 15, los rusos, que habían conquistado el lugar, rindieron honores fúnebres a los restos del general.